# Бейкер, Джеймс
Джеймс А́ддисон Бе́йкер III (англ. James Addison Baker III, род. 28 апреля 1930, Хьюстон) — американский политик, занимавший посты главы администрации президента Рональда Рейгана, секретаря Казначейства США, а с 1989 по 1992 годы — государственного секретаря США.

## Биография
Родился в Хьюстоне в семье Джеймса Аддисона Бейкера младшего и Этель Боннер Минс. Учился в частной школе Hill School в Пенсильвании и Принстонском университете. Получил степень бакалавра в 1952 году. Два года служил лейтенантом в Корпусе морской пехоты США, после чего учился на юридическом факультете Университета Техаса, где вступил в студенческое братство Фи Дельта Каппа и получил степень Juris Doctor в 1957 году. Работал в юридической фирме Andrews & Kurth, L.L.P. до 1975 года.
Поначалу демократ, перешёл в Республиканскую партию и в 1970 году возглавил в конечном счёте неудачную кампанию по избранию в Сенат своего старого друга Джорджа Буша.
Служил заместителем министра торговли США в администрации президента Джеральда Форда в 1975 году и возглавлял его кампанию по переизбранию, которая также завершилась неудачей, в 1976 году. В 1978 году Бейкер пытался избраться на пост главного прокурора Техаса.
В 1981 году был назначен Рональдом Рейганом главой президентской администрации. Работал в этой должности до 1985 года. В 1984 году возглавил успешную кампанию по переизбранию Рейгана и был назначен министром финансов в феврале 1985 года. 22 сентября 1985 года подписал соглашения Плаза между США, Великобританией, Францией, ФРГ и Японией, по которому центральные банки согласились девальвировать доллар по отношению к японской йене и западногерманской марке.
Для решения проблемы внешнего долга развивающихся стран предложил План Бейкера, по которому 15 среднеразвитых стран (в основном латиноамериканских) получали новые кредиты от Всемирного банка, получение которых привязывалось к обязательному осуществлению структурных реформ в странах-должниках. План был принят на встрече МВФ и Всемирного банка в Сеуле и действовал до 1988 года, когда был заменён на другой план.
В 1988 году возглавлял президентскую предвыборную кампанию Джорджа Буша-старшего. В администрации нового президента занимал должность государственного секретаря.
Сыграл важную роль в прекращении Холодной войны. 1 июня 1990 года в Вашингтоне совместно с Эдуардом Шеварднадзе подписал соглашение о передаче США акватории Берингова моря по разделительной линии Шеварднадзе — Бейкера.
В последнее время Джеймс Бейкер занимается вопросами связанными с Ираком, в частности, вопросом иракских долгов.
25 сентября 2007 года вместе с несколькими другими госсекретарями США в отставке подписал письмо, призывающее Конгресс США не принимать резолюцию 106 о геноциде армян.
В 1993—2005 годах — советник компании Carlyle Group.

## Семья
Женат на Сьюзан Гаретт (Susan Garrett); у пары 8 детей и 17 внуков.                                                                    Живут в Хьюстоне.

## Киновоплощения
- Ричард Кордери — «Так сложились звёзды», 2016

## Труды
- The Politics of Diplomacy: Revolution, War and Peace, 1989—1992 (ISBN 0-399-14087-5).